# Ризький саміт Східного партнерства
Ризький саміт східного партнерства — дводенний саміт ініціативи Євросоюзу «Східне партнерство», який відбувався 21—22 травня 2015 року в Ризі. На саміті передбачено форум громадянського суспільства країн «Східного партнерства», зустрічі журналістів з керівниками країн-учасниць і зустрічі ділових кіл. Це 4-й за рахунком саміт; 1-й відбувся у 2009 році в Празі.

## Питання безвізового режиму для українців (до початку конференції)
Петро Порошенко заявляв у лютому 2015 року, що ЄС введе безвізовий режим для українців до кінця року. Уже тоді посол України в ЄС Костянтин Єлісєєв застерігав, що навіть, якщо ЄС піде на це, то сам процес триватиме досить довго. У березні 2015 року глава представництва Європейської Комісії (ЄК) в Україні Ян Томбінський заявив, що на Ризькому саміті безвізовий режим не розглядатиметься, пославшись, що для цього не вистачить часу.
У кінці березня до України приїхала третя, остання місія Євросоюзу з оцінки виконання Україною плану дій візової лібералізації (ПДВЛ). 27 березня комісія відбула з України. Перелік недовиконання Україною вимог до скасування віз складає 19 пунктів. Так, на момент перевірки вже мав ефективно працювати антикорупційний орган, а він (Національне антикорупційне бюро) на момент перевірки навіть не мав керівника. Тому, на думку експертів, висновок комісії буде не на користь України. Водночас почали надходити дані про скасування посольствами ЄС віз українцям.

## Підсумкова декларація
Учасниками саміту була прийнята підсумкова декларація. Вона складається із 30 пунктів. Більшість пунктів — загальні фрази щодо співпраці, безпеки в регіоні, розвитку співпраці. Було позитивно сприйнято спрощення візового режиму із Білоруссю, Вірменією та Азербайджаном. Наступний саміт заплановано на 2017 рік.

### Заяви щодо України
У декларації однозначно була висловлена підтримка територіальної цілісності України. Україні буде надана фінансова допомога у розмірі 1,8 млрд дол. Візовий режим буде скасовано лише після висновків спеціальної комісії, що зробить доповідь щодо виконання Україною другої частини вимог.